# Пресана
Пресана (итал. Pressana) је насеље у Италији у округу Верона, региону Венето.
Према процени из 2011. у насељу је живело 1017 становника. Насеље се налази на надморској висини од 16 м.

## Становништво
Према резултатима пописа становништва 2011. у општини је живело 2.564 становника.
| 1931. | 1936. | 1951. | 1961. | 1971. | 1981. | 1991. | 2001. | 2011. |
| ----- | ----- | ----- | ----- | ----- | ----- | ----- | ----- | ----- |
| 3.781 | 3.735 | 3.661 | 2.816 | 2.432 | 2.385 | 2.405 | 2.445 | 2.564 |